# إيرل وايلد
إيرل وايلد (بالإنجليزية: Earl Wild)‏ هو عازف جاز وملحن وعازف بيانو أمريكي، ولد في 26 نوفمبر 1915 في بيتسبرغ في الولايات المتحدة، وتوفي في 23 يناير 2010 في بالم سبرينغس في الولايات المتحدة بسبب قصور القلب.

## وصلات خارجية
- إيرل وايلد على موقع IMDb (الإنجليزية)
- إيرل وايلد على موقع ميوزك برينز (الإنجليزية)
- إيرل وايلد على موقع أول ميوزيك (الإنجليزية)
- إيرل وايلد على موقع ديسكوغز (الإنجليزية)